# Maison d'arrêt de Nancy-Maxéville
Ne doit pas être confondu avec Centre de semi-liberté de Maxéville ou Maison d'arrêt Charles-III.
La maison d'arrêt de Nancy-Maxéville (anciennement centre pénitentiaire de Nancy-Maxéville) est une maison d'arrêt française située administrativement dans la commune de Maxéville et physiquement sur le territoire des communes de Nancy et de Maxéville, dans le département de Meurthe-et-Moselle, en région Grand Est, plus spécifiquement dans la région historique et culturelle de Lorraine. 
L'établissement dépend du ressort de la direction interrégionale des services pénitentiaires de Strasbourg et est rattaché au service pénitentiaire d'insertion et de probation de Meurthe-et-Moselle. Au niveau judiciaire, l'établissement relève du tribunal judiciaire de Nancy et de la cour d'appel de Nancy.
La maison d'arrêt est un établissement pénitentiaire distinct du centre de semi-liberté de Maxéville.

## Histoire

### Construction
Les terrains sur lesquels est construit l'établissement sont acquis le 12 décembre 2005. Le projet architectural est confié au cabinet d'architectes Valode & Pistre et les travaux de construction, coordonnés par l'APIJ, débutent le 27 novembre 2006. Le chantier de construction dure 27 mois, pour un budget total de 60 millions d'Euros HT. L'établissement est livré à la direction de l'Administration pénitentiaire le 19 février 2009.
L'établissement est construit et géré dans le cadre d'un partenariat public-privé.

### Ouverture
Entre la date de remise des clés et la date d'ouverture officielle de l'établissement, celui-ci fonctionne « à blanc » durant cette période afin d'en tester le bon fonctionnement.
L'établissement est inaugurée le 9 juin 2009, en tant que centre pénitentiaire, par la ministre de la justice Rachida Dati. Il comporte alors un quartier « Maison d'arrêt Femmes », deux quartiers « Maison d'arrêt Hommes » et un quartier « Centre de détention Hommes ».
Le transfert des 284 détenus (dont 21 femmes) de l'ancienne maison d'arrêt Charles-III est réalisé le 23 juin 2009 en fin de journée sous la responsabilité du préfet de Meurthe-et-Moselle et avec le concours de plusieurs services du ministère de la justice et du ministère de l'intérieur, incluant notamment les ERIS, la direction départementale de la sécurité publique (DDSP) de Meurthe-et-Moselle et deux compagnies de CRS. Un processus d'accompagnement et d'information est également mis en œuvre à destination des détenus et des familles et la presse est également conviée à cette opération. 
L'ouverture de ce nouvel établissement permet la fermeture de l'une des plus anciennes prisons de France, la maison d'arrêt Charles-III. Cette dernière est détruite l'année suivante pour laisser place à de nouvelles constructions dans le cadre du projet Nancy grand cœur.

### Vie de l'établissement
Le 20 avril 2022, la dénomination et la catégorie de l'établissement change pour passer de « centre de détention Nancy-Maxévile » à « maison d'arrêt de Nancy-Maxévile ». L'établissement ne dispose plus désormais que du seul régime de détention de type « maison d'arrêt », l'ancien quartier « centre de détention » étant transformé en un quartier de type « maison d'arrêt » bénéficiant du programme « Respecto ».
Un bilan du fonctionnement après 10 ans d'exploitation de l'établissement met en avant un état des lieux mitigés à la fois sur la conception de l'établissement, pour laquelle le CGLPL, parle de « déshumanisation » dans l'un de ses rapports de visite, que sur les coûts de fonctionnement, le choix du partenariat public-privé s'avérant particulièrement onéreux.

## Description
Une maison d'arrêt accueille des prévenus en détention provisoire, des condamnés à des peines inférieures à deux ans d'emprisonnement ainsi que des condamnés à des peines supérieures en attente d'affectation dans un établissement pour peines (centre de détention ou maison centrale).
L'établissement est situé sur les hauteurs de Nancy, en limite de Maxéville, dans le quartier du Haut-du-Lièvre. Il est situé administrativement au 300 rue de l'Abbé Haltebourg à Maxéville mais se situe sur l'emprise foncière des deux communes de Nancy et de Maxéville. La maison d'arrêt est l'un des cinq établissements pénitentiaires du département.
Elle dépend du ressort de la direction interrégionale des services pénitentiaires de Strasbourg et est rattaché au service pénitentiaire d'insertion et de probation de Meurthe-et-Moselle. Au niveau judiciaire, l'établissement relève du tribunal judiciaire de Nancy et de la cour d'appel de Nancy.
L'établissement s’étend sur un domaine de 11,5 hectares. La surface intérieure de l’enceinte est de 4,4 hectares. La surface totale des planchers est de 37 000 m2,. La surveillance est organisée par deux miradors.
L'établissement a une capacité d'accueil de 693 places pour des détenus majeurs hommes et femmes, majeurs et mineurs, prévenus ou condamnés à des peines de moins d'un an. Il comprend quatre bâtiments de détention qui ont répartis entre un quartier "Maison d'arrêt Hommes" de 663 places composé de trois bâtiments, un quartier "Maison d'arrêt Femmes" de 30 places composé d'un bâtiment,. L'établissement dispose également d'un gymnase et d'un terrain de football.
Un quartier de prise en charge de la radicalisation (QPR) est également mis en place dans l'établissement en 2020,.
Au 1er février 2022, l'établissement accueillait 689 détenus, soit un taux d'occupation de 99.4%.

## Détenus notables
En 2011, Fabrice Vairelles, frère ainé de l'ancien footballeur Tony Vairelles, est incarcéré dans l'établissement dans le cadre de l'affaire de tentative d'assassinat l'impliquant avec ses trois frères.
En 2016, Ozkan Kuyruk, qui a été sacré champion du monde de boxe française en 2013 après avoir été plusieurs fois sacré champion de France dans la même discipline, est incarcéré en détention provisoire dans l'établissement dans le cadre d'une enquête pour plusieurs viols et agressions sexuelles pour lesquels il est condamné en 2021.

## Événements notables
En 2011, un conflit judiciaire oppose des directrices de l'établissement au syndicat Force Ouvrière (FO) qu'elles accusent d'avoir diffuser des tracs qu'elles considèrent comme sexistes à leur encontre.
En 2013, l'OIP - section française intente et gagne un procès devant les juridictions administratives contre l'établissement pour contester le principe des fouilles systématiques réalisées sur les détenus.
En 2018, un surveillant de l'établissement est interpelé car il est soupçonné d'avoir organisé un trafic de téléphones portables dans l'établissement. La même année, des surveillants participant à un mouvement social national bloquent l'établissement, nécessitant l'intervention des CRS afin de le débloquer.
En 2019, au moins 6 personnes, identifiés comme appartenant au mouvement « Black Bloc » attaquent la porte d'entrée de l'établissement à l'aide de marteaux afin de le dégrader, des tags étant par ailleurs réalisées et des pneus ayant été brulés dans les rues menant à l'établissement,.
En 2021, un drone apparemment destiné à livrer de la drogue dans l'établissement s'écrase dans son enceinte,. La même année, la première naissance a lieu dans l'établissement : une détenue enceinte, n'ayant pas eu le temps d'être transportée à l’hôpital, accouche dans l'établissement avec l'aide d'un membre du personnel.
L'établissement connait plusieurs événements notables durant les mois d'avril 2022 et mai 2022 : 
- plusieurs « parachutages » d'éléments interdits (drogue, téléphones, outils) ont lieu durant le mois d'avril, aboutissant à l'interpellation de plusieurs personnes[29],
- une tentative d'évasion a lieu à la fin du même mois lors d'une extraction médicale, le détenu étant arrêté par le personnel pénitentiaire[30],
- un détenu s'évade au début du mois de mai lors d'une permission de sortie à l'opéra de Nancy nécessitant le lancement d'opérations de recherches par la police[31],[32],
- un détenu met le feu à sa cellule au début du mois de mai, l'incendie étant rapidement maitrisé par les pompiers[33].